# الميدان (حبيش)

تعديل مصدري - تعديل

الميدان هي إحدى قرى عزلة العارضة بمديرية حبيش التابعة لمحافظة إب، بلغ تعداد سكانها 262 نسمة حسب تعداد اليمن لعام 2004.